# Israel M. Kirzner

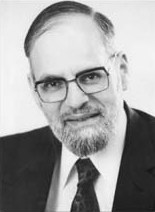
Israel M. Kirzner

Israel Meir Kirzner (* 13. Februar 1930 in London) ist ein US-amerikanischer Wirtschaftswissenschaftler der Österreichischen Schule. Er ist Professor für Wirtschaftswissenschaften an der New York University.

## Leben
Kirzner wurde am 13. Februar 1930 in London als Sohn eines Rabbiners und Talmudisten geboren. Er lebte ab 1940 in Kapstadt, wo er auch an der Universität Kapstadt von 1947 bis 1948 studierte. Als External Student war er von 1950 bis 1951 an der University of London immatrikuliert. 1954 graduierte er am Brooklyn College als B.A. (summa cum laude). Seine Studien schloss er an der New York University mit dem MBA 1955 und dem Ph.D 1957 ab. An der NYU studierte er unter anderem bei Ludwig von Mises.
Ab 1954 war in verschiedenen Positionen an der New York University, wo er 1968 schließlich einen Lehrstuhl erhielt.
Kirzner ist ultraorthodoxer Rabbiner und Talmudist, er lernte bei Rabbiner Yitzchok Hutner an der Jeschiwa Rabbi Chaim Berlin.

## Lehren
Kirzners Lehren sind maßgeblich von seinem Lehrer Ludwig von Mises geprägt. Er kritisierte, dass die Ökonomie bis in die 1960er Jahre den Unternehmer nicht als endogene Quelle des Wachstums und der Innovation anerkennt (auch bei Schumpeter wird Innovation letzten Endes exogen, z. B. durch technische Erfindungen, angestoßen) und forschte in der Folge zur aktiven wirtschaftlichen Rolle des Unternehmers. Das informationsschöpfende Unternehmertum sieht er als einen Aspekt jeden menschlichen Handelns an. Das Modell der vollständigen Konkurrenz und der vollständigen Information hält er für nützlich, jedoch unvollständig. Er betont, hierin von Friedrich von Hayek beeinflusst, den Entdeckungs- und Prozesscharakter von Märkten. 
Entrepreneur im Sinne Kirzners ist insbesondere ein Unternehmer, der einen Blick für unterbewertete Ressourcen und Gratispotenziale entwickelt. Seine Kernkompetenz ist die Entdeckung des Vorhandenen durch alertness (Wachsamkeit) für unvermutete Profitchancen. Der Kirznersche Entrepreneur trägt dadurch – anders als der Unternehmer Schumpeterscher Prägung – zum wirtschaftlichen Gleichgewicht durch Beschäftigung brachliegender Produktionsfaktoren bei.

## Auszeichnungen
- 2015: Hayek-Medaille

## Werke (Auswahl)
Aufsätze
- Entrepreneurial Discovery and The Competitive Market Process. An Austrian Approach. In: Journal of economic literature, Bd. 35 (1997), S. 60–85.

Bücher
- Discovery, Capitalism and Distributive Justice. Blackwell, Oxford 1989, ISBN 0-631-16153-8.
- The Economic Point of View. An Essay in the History of Economic Thought. Liberty Fund, Indianapolis 2009, ISBN 978-0-86597-734-1 (Nachdr. d. Ausg. Kansas City 1976).
- The Meaning of Market Process. Essays in the development of modern Austrian economics. Neuaufl. Routledge, London 1996, ISBN 0-415-13738-1.
- Paradox upon paradox. Economic order and entrepreneurial activity. Max-Planck-Institut zur Erforschung  von Wirtschaftssystemen, Jena 1999 (Lectiones Jenenses; 19).
- Wettbewerb und Unternehmertum („Competition and Entrepreneurship“). Mohr, Tübingen 1978, ISBN 3-16-340851-6 (Wirtschaftswissenschaftliche und wirtschaftsrechtliche Untersuchungen; 14).